# 製造品出荷額
製造品出荷額（せいぞうひんしゅっかがく、英語: Manufactured product shipment value）とは、日本の製造業において、1年間その事業所の所有する原材料によって製造されたもの（原材料を他に支給して製造させたものを含む）を、当該事業所から出荷した場合の工業出荷額の事を言う。この場合、同一企業に属する他の事業所へ引き渡したもの、自家使用されたもの、委託販売に出したものなども製造品出荷に含まれる。

## 製造品出荷額順位

### 市町村単位
日本の製造品出荷額順位（2023年）
| 順位 | 都市名   | 画像 | 都道府県 | 地方     | 製造品出荷額       |
| ---- | -------- | ---- | -------- | -------- | ------------------ |
| 1    | 豊田市   |      | 愛知県   | 中部地方 | 16兆8144億3645万円 |
| 2    | 倉敷市   |      | 岡山県   | 中国地方 | 5兆8324億7199万円  |
| 3    | 市原市   |      | 千葉県   | 関東地方 | 5兆7151億3026万円  |
| 4    | 堺市     |      | 大阪府   | 近畿地方 | 4兆8106億6653万円  |
| 5    | 大阪市   |      | 大阪府   | 近畿地方 | 4兆4998億9374万円  |
| 6    | 横浜市   |      | 神奈川県 | 関東地方 | 4兆2956億7174万円  |
| 7    | 川崎市   |      | 神奈川県 | 関東地方 | 4兆1343億0560万円  |
| 8    | 大分市   |      | 大分県   | 九州地方 | 3兆8568億9404万円  |
| 9    | 神戸市   |      | 兵庫県   | 近畿地方 | 3兆8391億0827万円  |
| 10   | 名古屋市 |      | 愛知県   | 中部地方 | 3兆5621億7872万円  |
| 11   | 四日市市 |      | 三重県   | 近畿地方 | 3兆5034億3775万円  |
| 12   | 広島市   |      | 広島県   | 中国地方 | 3兆0905億5706万円  |
| 13   | 岡崎市   |      | 愛知県   | 中部地方 | 2兆8827億5209万円  |
| 14   | 姫路市   |      | 兵庫県   | 近畿地方 | 2兆8804億0277万円  |
| 15   | 太田市   |      | 群馬県   | 関東地方 | 2兆8621億7966万円  |
| 16   | 北九州市 |      | 福岡県   | 九州地方 | 2兆7677億6738万円  |
| 17   | 京都市   |      | 京都府   | 近畿地方 | 2兆6758億0861万円  |
| 18   | 安城市   |      | 愛知県   | 中部地方 | 2兆6059億5711万円  |
| 19   | 静岡市   |      | 静岡県   | 中部地方 | 2兆5031億7400万円  |
| 20   | 宇都宮市 |      | 栃木県   | 関東地方 | 2兆2539億0983万円  |